# Episodi di The Walking Dead (quarta stagione)
La quarta stagione della serie televisiva The Walking Dead, composta da sedici episodi, è stata trasmessa in prima visione negli Stati Uniti d'America dall'emittente AMC dal 13 ottobre 2013 al 30 marzo 2014.
In Italia la stagione è andata in onda in prima visione satellitare su Fox, canale a pagamento della piattaforma Sky, dal 14 ottobre 2013 al 31 marzo 2014, proposta il giorno seguente la messa in onda originale.
| nº | Titolo originale            | Titolo italiano       | Prima TV USA     | Prima TV Italia  |
| -- | --------------------------- | --------------------- | ---------------- | ---------------- |
| 1  | 30 Days Without an Accident | Calma apparente       | 13 ottobre 2013  | 14 ottobre 2013  |
| 2  | Infected                    | Infetto               | 20 ottobre 2013  | 21 ottobre 2013  |
| 3  | Isolation                   | Isolamento            | 27 ottobre 2013  | 28 ottobre 2013  |
| 4  | Indifference                | Indifferenza          | 3 novembre 2013  | 4 novembre 2013  |
| 5  | Internment                  | L'inferno             | 10 novembre 2013 | 11 novembre 2013 |
| 6  | Live Bait                   | L'esca                | 17 novembre 2013 | 18 novembre 2013 |
| 7  | Dead Weight                 | Peso morto            | 24 novembre 2013 | 25 novembre 2013 |
| 8  | Too Far Gone                | Indietro non si torna | 1º dicembre 2013 | 2 dicembre 2013  |
| 9  | After                       | Smarriti              | 9 febbraio 2014  | 10 febbraio 2014 |
| 10 | Inmates                     | Detenuti              | 16 febbraio 2014 | 17 febbraio 2014 |
| 11 | Claimed                     | Salvare il mondo      | 23 febbraio 2014 | 24 febbraio 2014 |
| 12 | Still                       | Non tutto è perduto   | 2 marzo 2014     | 3 marzo 2014     |
| 13 | Alone                       | Solo                  | 9 marzo 2014     | 10 marzo 2014    |
| 14 | The Grove                   | Il bosco              | 16 marzo 2014    | 17 marzo 2014    |
| 15 | Us                          | Noi                   | 23 marzo 2014    | 24 marzo 2014    |
| 16 | A                           | A                     | 30 marzo 2014    | 31 marzo 2014    |

## Calma apparente
- Titolo originale: 30 Days Without an Accident
- Diretto da: Greg Nicotero
- Scritto da: Scott M. Gimple

### Trama
Dopo aver salvato i cittadini di Woodbury, la prigione è diventata un posto ideale e pacifico per i sopravvissuti che mantengono a distanza i vaganti dall'entrata. All'interno di essa, allo scopo di gestire l'intera comunità, è nato un consiglio formato da Daryl, Sasha, Glenn, Carol e Hershel. Tyreese, intanto, abbraccia una relazione amorosa con Karen, l'unica superstite della strage compiuta dal Governatore. Michonne, desiderosa di vendicare Andrea, è sulle tracce dello stesso Philip e spera di trovarlo a Macon. Rick, andato nel bosco per controllare le trappole tese per eliminare quanti più vaganti possibile, incontra una donna di nome Clara. Pur sospettoso, considera la possibilità di aiutare lei e suo marito, e si fa condurre al loro accampamento. Arrivati sul posto Clara tenta di uccidere Rick per darlo in pasto a suo marito, in realtà uno zombie. Non riuscendo nel suo intento, in preda alla disperazione si pugnala allo stomaco, intenzionata a diventare uno zombie pur di stare vicino al marito: davanti alla follia della donna Rick vede in lei ciò che sarebbe potuto diventare lui in seguito alla morte di Lori. Daryl, intanto, porta un piccolo gruppo all'interno di un supermercato. Nel gruppo sono presenti i nuovi arrivati Bob Stookey, un ex medico dell'esercito che ha problemi con l'alcool, e Zach, un giovane legato sentimentalmente a Beth. Quando Bob, armeggiando con lo scaffale degli alcolici, ne causa il crollo, rimanendo bloccato sotto di esso, gli zombie sul tetto vengono attirati dal rumore e cominciano a cadere dal tetto dell'edificio (la cui stabilità è compromessa da un elicottero precipitatovi sopra) nel supermercato, sbucando dal soffitto. Zach, nel tentativo di liberare Bob, muore morso dagli zombie e schiacciato dall'elicottero. Tornato alla prigione Daryl racconta a Beth dell'accaduto, ma lei è ormai indifferente a queste tragedie e azzera meccanicamente il contatore dei giorni senza incidenti. Carl, nel frattempo, scopre che le lezioni di storia per bambini di Carol sono un pretesto per insegnare loro come usare le armi per difendersi all'insaputa di Rick. Patrick, un ragazzo presente alle lezioni di Carol che sembra malato, durante la notte inizia a sentirsi male e muore, risvegliandosi come zombie.
- Guest star: Melissa Ponzio (Karen), Kerry Condon (Clara), Kyle Gallner (Zach), Vincent Martella (Patrick), Sunkrish Bala (Dr. Caleb Subramanian), Brighton Sharbino (Lizzie Samuels), Kyla Kenedy (Mika Samuels).
- Altri interpreti: Brandon Carroll (David), Luke Donaldson (Luke), Victor McCay (Ryan Samuels).
- Non accreditati: Kennedy Brice (Molly).
- Ascolti USA: telespettatori 16.111.000 – rating 18-49 anni 8,2%[2]

## Infetto
- Titolo originale: Infected
- Diretto da: Guy Ferland
- Scritto da: Angela Kang

### Trama
Una figura misteriosa, durante la notte, attira degli erranti davanti alla recinzione della prigione nutrendoli con alcuni topi. Nel frattempo Patrick, ormai diventato un errante, attacca alcuni abitanti della prigione mentre dormono. La mattina, nel blocco D si scatena il panico quando ormai diverse persone si sono trasformate in erranti. Michonne, appena uscita per dirigersi a Macon, torna indietro dopo aver sentito gli spari, ma all'entrata della prigione viene attaccata dagli zombie, slogandosi una caviglia; Carl e Maggie riescono a salvarla e portarla al sicuro. Rick e gli altri riescono a ripristinare l'ordine, ma gli erranti mietono diverse vittime tra i civili, tra cui Ryan Samuels, che affida a Carol le sue due figlie, Lizzie e Mika. Le due bambine vivono la difficile separazione dal padre, e si dimostrano ancora deboli data la loro età, non riuscendo a mantenere il sangue freddo. Hershel e i medici del gruppo, Caleb Subramanian e Bob, arrivano alla conclusione che debbano affrontare un'epidemia di polmonite da pneumococco. Il Consiglio si riunisce e decide di mettere in quarantena Karen, la fidanzata di Tyreese, e un altro ragazzo, David, che iniziano ad averne i sintomi. Gli erranti, intanto, attirati dal rumore si ammassano ai cancelli della prigione rischiando di abbattere la recinzione, ma Rick con l'aiuto di Daryl sacrifica i maiali per attirarli lontano. Carl confessa al padre di essere stato costretto a usare il fucile per aiutare Michonne e gli rivela che Carol sta insegnando ai bambini come usare le armi. Rick decide di non dirlo ai genitori e restituisce al figlio la sua pistola, avendo riacquistato un po' di fiducia in lui. Più tardi Tyreese, andato a trovare Karen, scopre una scia di sangue che lo conduce ai corpi carbonizzati di David e della ragazza.
- Guest star: Melissa Ponzio (Karen), Vincent Martella (Patrick), Sunkrish Bala (Dr. Caleb Subramanian), Brighton Sharbino (Lizzie Samuels), Kyla Kenedy (Mika Samuels).
- Altri interpreti: Kennedy Brice (Molly), Brandon Carroll (David), Luke Donaldson (Luke), Victor McCay (Ryan Samuels).
- Non accreditati: Sherry Richards (Jeanette).
- Ascolti USA: telespettatori 13.945.000 – rating 18-49 anni 7,1%[3]

## Isolamento
- Titolo originale: Isolation
- Diretto da: Dan Sackheim
- Scritto da: Robert Kirkman

### Trama
Tyreese informa Rick, Daryl e Carol dell'omicidio di Karen e David. Rick cerca di calmarlo, ma Tyreese è furioso e tra i due scoppia una rissa. Raffreddati gli animi, Rick gli promette di trovare il responsabile dell'accaduto. Nel frattempo, vengono isolati in due diverse zone rispettivamente le persone a rischio (bambini e anziani) e gli ammalati. Intanto, anche Sasha, Glenn, Lizzie e il dottor Caleb si ammalano. Durante la riunione del Consiglio, Hershel suggerisce di cercare antibiotici nella facoltà di veterinaria del West Peachtree Tech, a circa 50 miglia dalla prigione. Daryl, Michonne, Bob e Tyreese partono in macchina alla volta dell'università. Hershel, intanto, si procura delle bacche di sambuco e, nonostante le proteste di Rick e Maggie, entra nell'isolamento per alleviare le sofferenze dei malati e poterli fare resistere un po' più di tempo, rimanendo inevitabilmente contagiato. Mentre sono in viaggio Daryl e gli altri intercettano un segnale radio con voci umane, ma la distrazione li porta a finire in mezzo a un'enorme orda di vaganti che accerchia rapidamente la loro vettura. Il gruppo abbandona quindi l'auto e si fa strada attraverso i boschi. Alla prigione Rick comprende che la dedizione di Carol al gruppo l'ha portata a uccidere Karen e David nel tentativo di fermare l'epidemia; la donna gli conferma la sua ipotesi.
- Guest star: Sunkrish Bala (Dr. Caleb Subramanian), Brighton Sharbino (Lizzie Samuels).
- Altri interpreti: Sherry Richards (Jeanette).
- Ascolti USA: telespettatori 12.920.000 – rating 18-49 anni 6,8%[4]

## Indifferenza
- Titolo originale: Indifference
- Diretto da: Tricia Brock
- Scritto da: Matthew Negrete

### Trama
Nell'attesa del ritorno del gruppo di Daryl, Rick va in ricognizione con Carol per trovare provviste e medicine per gli altri. Durante il viaggio i due hanno modo di confrontarsi riguardo alla questione di Karen e David. Arrivati in una cittadina desolata, i due incontrano una coppia di sopravvissuti all'interno di un'abitazione, Sam e Ana, i quali chiedono di essere accolti alla prigione. Intanto Daryl e gli altri trovano un'altra macchina e si inoltrano nella facoltà di veterinaria, loro meta. Recuperati i farmaci Bob rischia la vita quando fa di tutto per recuperare il suo zaino dalle grinfie dei vaganti: si scopre però che vi è dentro soltanto una bottiglia di whisky. Deluso dal suo comportamento, Daryl affronta di petto Bob, giurandogli che non gliela avrebbe fatta passare liscia. Tornati all'auto Michonne annuncia agli altri di volere smettere di cercare il Governatore. Intanto, Rick e Carol affidano un orologio e due pistole ai ragazzi con la promessa di ritrovarsi lì dopo due ore, dopo avere perlustrato il vicinato. Tornati al ritrovo, i due trovano il corpo di Ana e nessuna traccia di Sam. Dopo il confronto di posizioni della giornata Rick decide di ostracizzare Carol dal gruppo: la donna non è più comunque quella debole e maltrattata dal marito di una volta ed è convinto che riuscirà a sopravvivere da sola. Carol consegna il proprio orologio a Rick e i due, salendo sulle rispettive auto, prendono strade diverse.
- Guest star: Melissa Ponzio (Karen), Brighton Sharbino (Lizzie Samuels), Robin Lord Taylor (Sam).
- Altri interpreti: Brina Palencia (Ana).
- Ascolti USA: telespettatori 13.314.000 – rating 18-49 anni 6,8%[5]

## L'inferno
- Titolo originale: Internment
- Diretto da: David Boyd
- Scritto da: Channing Powell

### Trama
Alla prigione Hershel, aiutato dai febbricitanti, Glenn e Sasha, tentano in tutti i modi di aiutare i malati del blocco A e di guadagnare tempo in attesa del ritorno degli altri. Rick, nel frattempo, torna alla prigione e rivela di Carol a Maggie e al padre di lei. Mentre Rick e Maggie cercano di tenere in piedi le recinzioni per tenere fuori i vaganti, la situazione all'interno precipita: alcuni malati, tra cui il dottor Caleb, muoiono e, risvegliatisi come vaganti, scatenano il panico. Sentendo uno sparo Rick dice a Maggie di correre al blocco A per aiutare il padre, mentre lui chiede a Carl di aiutarlo con la recinzione. Nonostante i loro sforzi gli zombie sfondano la recinzione e Rick, seppure riluttante, imbraccia un fucile d'assalto e ne consegna a Carl. Padre e figlio, fianco a fianco, riescono ad abbattere tutti i vaganti penetrati nel cortile. All'interno Hershel e la sopraggiunta Maggie riescono a riportare la calma eliminando gli zombie. Finalmente anche il gruppo di Daryl torna alla prigione e, grazie alle medicine, i malati cominciano a guarire. Intanto, a pochi metri di distanza, il Governatore osserva silenziosamente la prigione.
- Guest star: Sunkrish Bala (Dr. Caleb Subramanian), Brighton Sharbino (Lizzie Samuels).
- Altri interpreti: Sherry Richards (Jeanette), Jan Harrelson (Padre), Luke Donaldson (Luke), Erin Hunter (Madre addolorata).
- Non accreditati: Santiago Cirilo (Julio).
- Ascolti USA: telespettatori 12.201.000 – rating 18-49 anni 6,2%[6]

## L'esca
- Titolo originale: Live Bait
- Diretto da: Michael Uppendahl
- Scritto da: Nichole Beattie

### Trama
Dopo la strage degli abitanti di Woodbury il Governatore si allontana con Martinez e Shumpert, ma ben presto i due lo abbandonano lasciandolo solo. Tornato a Woodbury, ormai invasa dagli zombie, distrugge e brucia ciò che ne rimane. Dopo due mesi passati da solo per la strada si imbatte in una piccola famiglia composta da due sorelle, Tara e Lilly Chambler, la piccola Meghan, figlia di quest'ultima, e il padre delle donne, David, un uomo anziano malato di cancro ai polmoni, tenuto in vita grazie alle bombole di ossigeno che erano riuscite a procurargli. Philip (il Governatore) si presenta come Brian Heriot, un nome visto scritto su un muro, e dopo un'iniziale inerzia, si rende utile procurando due altre bombole di ossigeno alla vicina casa di riposo. Philip e Meghan cominciano a legare, lui vedendo in lei la figlia perduta, e la bambina in lui il padre scomparso. David, già malato terminale, muore davanti agli altri, rianimandosi poco dopo e attaccando Tara. Philip è costretto a ucciderlo davanti alle donne, suscitando la paura in Meghan. Durante la notte Philip brucia la foto che lo ritraeva insieme alla moglie e alla figlia, e decide di andarsene. Lilly però lo convince a portarle con lui, e i quattro partono a bordo del furgone di alimentari di cui David era stato autista. Meghan è ancora spaventata da Philip, ma Lilly si lega emotivamente all'uomo, passando una notte insieme a lui. Durante il viaggio, il furgone ha un guasto e il gruppo è costretto a proseguire a piedi, ma ben presto si imbatte in un'orda di vaganti. Nel fuggire Meghan si affida a Philip, ma correndo cadono in una fossa. L'uomo elimina i vaganti promettendo di difenderle a tutti i costi. Subito dopo, sopra la fossa, appare un sorpreso Martinez.
- Guest star: Audrey Marie Anderson (Lilly Chambler), Jose Pablo Cantillo (Caesar Martinez), Alanna Masterson (Tara Chambler), Meyrick Murphy (Meghan Chambler).
- Altri interpreti: Danny Vinson (David Chambler), Travis Love (Shumpert), Daniel Thomas May (Allen).
- Ascolti USA: telespettatori 12.003.000 – rating 18-49 anni 6,0%[7]

## Peso morto
- Titolo originale: Dead Weight
- Diretto da: Jeremy Podeswa
- Scritto da: Curtis Gwinn

### Trama
Martinez acconsente di accogliere Philip e le ragazze nel suo nuovo gruppo, a patto di accettare che sia lui a comandare e che tutti debbano collaborare. Inizialmente l'ex governatore appare cambiato agli occhi di Martinez, che gli racconta che Shumpert è morto. Philip, però, ben presto nutre dubbi sul fatto che il comando di Martinez possa garantire la sicurezza, e se ne sbarazza, seppure con rimorso, inscenando un incidente. La leadership del campo passa così a Pete il quale, agli occhi di Philip, si dimostra anch'egli incapace. Dopo avere tentato la fuga con le ragazze torna sui suoi passi e uccide Pete, ma non lo finisce definitivamente, bensì lo zavorra e lo getta nel fiume, per capire se l'acqua può essere un deterrente per i vaganti. Convincendo poi suo fratello Mitch, già in disaccordo con il consanguineo, ad allearsi a lui, Philip diventa il leader dell'accampamento, il quale però presenta molte falle nelle proprie difese e un vagante riesce a intrufolarsi mettendo in pericolo la vita di Meghan. Philip si rende conto di avere bisogno di un posto migliore per tenere al sicuro la sua gente. Si reca dunque alla prigione e scorge Hershel e Michonne, usciti per bruciare i cadaveri di coloro che non erano sopravvissuti alla malattia, puntando la pistola contro di loro.
- Guest star: Audrey Marie Anderson (Lilly Chambler), Jose Pablo Cantillo (Caesar Martinez), Kirk Acevedo (Mitch Dolgen), Enver Gjokaj (Pete Dolgen), Alanna Masterson (Tara Chambler), Meyrick Murphy (Meghan Chambler).
- Altri interpreti: Juliana Harkavy (Alisha), Amy Dionne (Donna del gruppo di Martinez), Tom Turbiville (Uomo del gruppo di Martinez).
- Ascolti USA: telespettatori 11.293.000 – rating 18-49 anni 5,7%[8]

## Indietro non si torna
- Titolo originale: Too Far Gone
- Diretto da: Ernest Dickerson
- Scritto da: Seth Hoffman

### Trama
Philip cattura Hershel e Michonne, portandoli all'accampamento come prigionieri. Il Governatore convince la sua gente che hanno bisogno della prigione per poter essere davvero al sicuro, e che ha un piano per ottenerla senza versare sangue. Nonostante il tentativo di Hershel nel dissuaderlo e proporgli di vivere tutti insieme, Philip prosegue nel suo piano. Alla prigione Rick mette al corrente Daryl su Carol e, nonostante sia arrabbiato per la decisione, acconsente di accompagnarlo da Tyreese per informarlo. Quest'ultimo li anticipa sostenendo che il colpevole sia lo stesso che aveva attirato gli zombie con i topi, ma, prima che Rick possa spiegarsi vengono interrotti da un forte rumore. Il Governatore e i suoi uomini si presentano armati all'ingresso con i due ostaggi, e hanno sparato un colpo di avvertimento con un carro armato, chiedendo di parlare con Rick: Philip intima loro di abbandonare la prigione in cambio della salvezza. Intanto all'accampamento Meghan viene sorpresa da uno zombie e morsa. Alla prigione Rick chiede al Governatore di ripensarci, proponendogli di vivere tutti dentro la prigione. Per tutta risposta, Philip, trovandosi nella difficoltà di argomentare favorevolmente, forza la mano e uccide Hershel, dando il via a un feroce scontro a fuoco. In quel momento Lilly giunge con il corpo di Meghan e Philip, furibondo, ordina di avanzare e uccidere tutti. Durante la battaglia gli abitanti della prigione si separano e l'autobus con gli indifesi parte senza molti di loro, rimasti a coprire la fuga. Maggie, dopo avere portato Glenn sull'autobus, trova Bob e Sasha. Anche Lizzie e Mika sono tra coloro che rimangono indietro e, armate di pistola, uccidono alcuni invasori salvando Tyreese. Michonne, riuscita a liberarsi, interviene nella colluttazione scoppiata tra Rick e Philip, ferendo a morte quest'ultimo. Beth, rimasta indietro per cercare i bambini, si ritrova con Daryl. Lilly, distrutta dal dolore, uccide l'ormai morente Governatore. Rick, ferito a una gamba durante lo scontro a fuoco, ritrova Carl, ma i due scoprono l'ovetto insanguinato di Judith, pensando al peggio. Padre e figlio si allontanano nella foresta, mentre la prigione è ormai distrutta e invasa dagli zombie.
- Guest star: Audrey Marie Anderson (Lilly Chambler), Kirk Acevedo (Mitch Dolgen), Brighton Sharbino (Lizzie Samuels), Kyla Kenedy (Mika Samuels), Alanna Masterson (Tara Chambler), Meyrick Murphy (Meghan Chambler), Kerry Condon (Clara).
- Altri interpreti: Juliana Harkavy (Alisha), Sherry Richards (Jeanette), Luke Donaldson (Luke), Kennedy Brice (Molly).
- Non accreditati: Santiago Cirilo (Julio).
- Ascolti USA: telespettatori 12.051.000 – rating 18-49 anni 6,1%[9]

## Smarriti
- Titolo originale: After
- Diretto da: Greg Nicotero
- Scritto da: Robert Kirkman

### Trama
Michonne cattura due zombie privandoli delle braccia e delle mascelle, in modo da usarli come in passato per nascondersi. Riprendendo il suo vagare da sola, comincia a essere tormentata e a fare incubi sulle persone che ha perso: suo figlio, il suo compagno Mike, e Terry, loro amico comune. Rick, ferito durante lo scontro a fuoco, comincia a cercare cibo e un posto dove rifugiarsi con Carl. Il rapporto tra i due si incrina ben presto poiché Rick considera il figlio solo un bambino, e Carl si sente sminuito da questo, accusandolo di non essere stato in grado di proteggere Judith, Lori, e tutti gli altri. Il giorno dopo Rick non si sveglia e Carl va in perlustrazione da solo, rendendosi conto di non essere forte come pensava e riuscendo con fatica a non farsi mordere. Di notte Carl nota dei movimenti e ansimi del padre e pensa sia diventato uno zombie, ma non riesce a ucciderlo. Rick però non è morto, anzi riprende conoscenza, e i due ricuciono il rapporto ammettendo le proprie colpe. Nel frattempo Michonne si rende conto che il suo vagare da sola non la rende diversa da uno zombie, e decide di cercare gli altri seguendo delle orme che aveva trovato in precedenza. Giunta all'abitazione dove Rick e Carl si sono rifugiati, piangendo di gioia bussa alla loro porta.
- Guest star: Aldis Hodge (Mike), Brandon Fobbs (Terry).
- Ascolti USA: telespettatori 15.760.000 – rating 18-49 anni 8,2%[10]

## Detenuti
- Titolo originale: Inmates
- Diretto da: Tricia Brock
- Scritto da: Matthew Negrete e Channing Powell

### Trama
Daryl e Beth fuggono dalla prigione, perdendo di vista gli altri. Rimasti soli la ragazza sembra non aver perso la speranza, certa di non essere gli ultimi sopravvissuti e desiderosa di ritrovare gli altri, mentre Daryl appare vuoto e quasi privo della forza di poter andare avanti. Intanto, Tyreese conduce Mika, Lizzie e la piccola Judith che era riuscito a salvare, nella foresta, ma vengono braccati dagli zombie attirati dal pianto della neonata. Il giorno dopo avverte delle grida poco distanti e decide di andare a controllare, lasciando le bambine sole e raccomandando loro di scappare nella sua direzione se avessero visto degli zombie. Raggiunti due superstiti attaccati da alcuni zombie, Tyreese cerca di aiutarli, ma entrambi vengono morsi. Lizzie e Mika vengono nel frattempo attaccate da altri zombie, attirati sempre dal pianto di Judith che Lizzie, per zittirla, tenta di soffocare, ma vengono salvate da Carol, che le riconduce da Tyreese. L'ultimo superstite, prima di morire, racconta loro di un posto sicuro dove rifugiarsi raggiungibile seguendo i binari del treno. Tyreese, Carol e le bambine si incamminano dunque lungo i binari alla ricerca di questa comunità sicura, denominata "Terminus". Nel frattempo Maggie, Sasha e Bob si sono rifugiati in una radura del bosco; Sasha vorrebbe accamparsi, ma Maggie vuole raggiungere l'autobus su cui aveva portato Glenn. I tre trovano l'autobus, ma al suo interno gli ex residenti di Woodbury sono tutti diventati zombie. Maggie insiste per controllare se ci sia anche Glenn e così insieme li abbattono tutti: tra di loro non c'è traccia di Glenn. Il ragazzo era infatti sceso dall'autobus prima che partisse, e si trova ancora alla prigione, invasa dagli zombie. Glenn raccoglie tutto ciò che può essere utile, indossa una tuta anti-sommossa e si fa strada a forza tra i vaganti per uscire. Sulla strada, rinchiusa dietro una recinzione trova Tara Chambler. La ragazza, disperata per aver fatto parte di quell'ignobile attacco e avere visto la sorella sopraffatta dagli zombie, sembra avere perso ogni speranza. Glenn riesce però a convincerla di aver bisogno del suo aiuto per ritrovare Maggie e i due fuggono insieme. Di nuovo in strada Tara si scusa per quanto accaduto, informandolo della morte di Hershel. Dopo essersi difesi da alcuni zombie Glenn, stremato, perde conoscenza e Tara si trova di fronte all'arrivo di un camion militare da cui scendono due uomini e una donna.
- Guest star: Alanna Masterson (Tara Chambler), Michael Cudlitz (Sgt. Abraham Ford), Josh McDermitt (Dr. Eugene Porter), Christian Serratos (Rosita Espinosa), Brighton Sharbino (Lizzie Samuels), Kyla Kenedy (Mika Samuels).
- Altri interpreti: Cameron Deane Stewart (Chris), Michael Harding (Padre di Chris).
- Ascolti USA: telespettatori 13.339.000 – rating 18-49 anni 6,8%[11]

## Salvare il mondo
- Titolo originale: Claimed
- Diretto da: Seith Mann
- Scritto da: Nichole Beattie e Seth Hoffman

### Trama
Carl e Michonne vanno in cerca di provviste consolidando il loro rapporto e scambiandosi confidenze. Rimasto nella casa a riposarsi, Rick si accorge dell'ingresso di un gruppo di banditi e si nasconde. Nel frattempo Glenn si risveglia a bordo del camion militare e, venuto a conoscenza che hanno sorpassato l'autobus, insiste per fermarsi e per tornare verso di esso. Il conducente, l'ex sergente Abraham Ford, gli chiede di ripensarci per aiutarli in una missione ben più importante: lui e la compagna Rosita Espinosa stanno infatti scortando il dottor Eugene Porter a Washington, in quanto lui è a conoscenza delle cause scatenanti l'apocalisse zombie. La discussione tra Glenn e Abraham precipita in breve in una zuffa che attira dei vaganti; Eugene è così costretto a imbracciare un fucile e, incapace di mirare, con una raffica mette fuori uso il camion. Sbarazzatisi degli zombie, ma rimasti senza un veicolo, i tre decidono di aiutare Glenn e Tara nella ricerca di Maggie prima di riprendere il viaggio verso Washington. Intanto Rick, nel tentativo di fuggire dalla finestra, viene sorpreso da uno dei banditi, ma riesce a sopraffarlo, rubargli l'arma e calarsi all'esterno. Il capo dei banditi, rimanendo nascosto da Joe, si accorge che Carl e Michonne stanno tornando dalla loro spedizione. Prima che possa agire l'uomo ucciso in casa attira l'attenzione dei banditi, dandogli la possibilità di raggiungere Carl e Michonne e di allontanarsi con loro. I tre, di nuovo in strada, seguono i binari e arrivano a un cartello che indica la direzione per il rifugio denominato Terminus, decidendo di seguirlo.
- Guest star: Alanna Masterson (Tara Chambler), Michael Cudlitz (Sgt. Abraham Ford), Josh McDermitt (Dr. Eugene Porter), Christian Serratos (Rosita Espinosa), Jeff Kober (Joe).
- Altri interpreti: Marcus Hester (Len), Davi Jay (Tony).
- Non accreditati: Scott Dale (Lou), JD Evermore (Harley).
- Ascolti USA: telespettatori 13.122.000 – rating 18-49 anni 6,6%[12]

## Non tutto è perduto
- Titolo originale: Still
- Diretto da: Julius Ramsey
- Scritto da: Angela Kang

### Trama
La convivenza tra Daryl e Beth continua a essere difficile. La ragazza, desiderosa di trovare alcool per poterlo bere per la prima volta, lo costringe a seguirla in un country club per golfisti. Dopo averlo perlustrato, tutto ciò che trovano è della grappa alla pesca: arrivato il momento di bere, Beth scoppia a piangere. Daryl comprende che quella dell'alcol era una scusa per superare il dolore delle perdite subite, e la conduce a un capanno che aveva in precedenza scoperto insieme a Michonne, i cui ex proprietari distillavano dell'alcol illegalmente. Mentre bevono insieme tra i due scoppia un'accesa discussione in cui Daryl confessa di maledirsi per non essere riuscito a proteggere gli altri e racconta di come in passato fosse solo un buono a nulla che vagava con il fratello Merle. Beth lo conforta, dicendogli che ora lui non è più quel tipo di persona, ma un uomo decisamente migliore. Quindi, a riprova di quanto detto, gli propone di bruciare il capanno che tanto gli ricordava il suo passato. Con l'alcool presente, i due lo danno alle fiamme, allontanandosi per lasciare il passato alle spalle.
- Ascolti USA: telespettatori 12.607.000 – rating 18-49 anni 6,4%[13]

## Solo
- Titolo originale: Alone
- Diretto da: Ernest Dickerson
- Scritto da: Curtis Gwinn

### Trama
Bob, Sasha e Maggie arrivano a un cartello che indica Terminus. Bob ricorda di averne sentito parlare alla radio prima di raggiungere il dipartimento di veterinaria e i tre decidono di dirigersi verso quel rifugio. Dopo essersi accampati Sasha confida a Bob i suoi dubbi riguardo alla loro meta e al fatto che Glenn sia ancora vivo. La mattina, Maggie parte da sola lasciando un messaggio agli altri, che si incamminano per raggiungerla. Nel frattempo, Beth e Daryl, che ora sono in perfetta sintonia, si rifugiano in una pompa funebre, ma durante la notte l'edificio viene assalito da zombie. Mentre Daryl tiene impegnati i vaganti, ordina a Beth di fuggire fuori, ma quando raggiunge il punto di incontro, trova solo lo zaino della ragazza e una macchina che si allontana. Daryl insegue la vettura seguendo le tracce, ma dopo avere raggiunto dei binari, le perde. Intanto Bob e Sasha giungono nei pressi di una città e, nonostante l'insistenza di lui, la donna decide di fermarsi e Bob è costretto a proseguire da solo. Appena stabilitasi in un edificio, Sasha si imbatte in Maggie, aiutandola a eliminare alcuni zombie. La ragazza spiega che li stava aspettando, ammettendo che l'unico modo per sopravvivere sia quello di restare insieme. Vicino ai binari Daryl, distrutto per aver permesso che Beth venisse rapita, si imbatte nello stesso gruppo che aveva costretto Rick e gli altri ad allontanarsi dalla casa in cui si erano rifugiati. Il loro capo, Joe, gli propone di unirsi a loro. Nel frattempo Maggie e Sasha raggiungono Bob, e, di nuovo riuniti, si incamminano insieme verso Terminus. Altrove, Glenn trova un altro dei cartelli con le indicazioni per raggiungere Terminus.
- Guest star: Jeff Kober (Joe).
- Altri interpreti: Keith Brooks (Dan), JD Evermore (Harley), Marcus Hester (Len), Davi Jay (Tony), Eric Mendenhall (Billy).
- Ascolti USA: telespettatori 12.652.000 – rating 18-49 anni 6,3%[14]

## Il bosco
- Titolo originale: The Grove
- Diretto da: Michael Satrazemis
- Scritto da: Scott M. Gimple

### Trama
Tyreese, Carol, Lizzie, Mika e Judith continuano il loro viaggio verso Terminus lungo i binari della ferrovia. Carol, parlando con Tyreese gli fa notare che Mika è troppo fragile, mentre Lizzie è confusa su ciò che realmente siano gli zombie. Spostatosi dai binari per una sosta, il gruppo trova una casa nel mezzo del bosco. Trovando acqua e cibo in quantità, Carol e Tyreese cominciano a pensare di stabilirsi lì. Il giorno dopo, Carol dalla finestra vede Lizzie che gioca a farsi rincorrere da una zombie: si precipita fuori e la uccide, ma Lizzie, sconvolta, le urla contro sostenendo che fosse sua amica. Nel pomeriggio la bambina si reca con Mika a sfamare uno zombie intrappolato e dice alla sorella che i vaganti vogliono che lei si trasformi. Subito dopo, le bambine vengono attaccate da un gruppo di vaganti e fuggono verso casa. Una volta oltre il recinto, insieme ai sopraggiunti Tyreese e Carol, tutti insieme li abbattono, Lizzie compresa. Il giorno dopo, Tyreese confida a Carol di avere incubi su Karen, ribadendo il suo sollievo per essersi ritrovato con delle persone di cui si fidava dopo avere perso la prigione, mentre Carol è evidentemente rosa dai sensi di colpa. I due, di ritorno da un giro di ispezione, scoprono sgomenti che Lizzie ha ucciso Mika per mostrare loro che quando tornerà starà bene. Carol la convince a entrare in casa con Tyreese con la promessa di legare Mika cosicché non fugga una volta risvegliatasi e, una volta sola, scoppia in lacrime per la frustrazione. In seguito, Tyreese dice a Carol che ha appreso da Lizzie che era lei a nutrire gli zombie alla prigione. I due arrivano all'amara conclusione che Lizzie è troppo pericolosa per stare in mezzo alla gente e Carol, il giorno dopo, porta fuori Lizzie e la uccide. La notte, seppellite le due bambine, Carol confessa a Tyreese di aver ucciso Karen e David, spiegando le sue motivazioni. In un primo momento Tyreese è tentato di vendicarsi, ma decide di perdonarla. Il giorno successivo Tyreese e Carol continuano il loro viaggio verso Terminus assieme a Judith.
- Guest star: Brighton Sharbino (Lizzie Samuels), Kyla Kenedy (Mika Samuels).
- Ascolti USA: telespettatori 12.865.000 – rating 18-49 anni 6,4%[15]

## Noi
- Titolo originale: Us
- Diretto da: Greg Nicotero
- Scritto da: Nichole Beattie e Seth Hoffman

### Trama
Il gruppo di Glenn trova uno dei cartelli di Terminus firmato da Sasha, Bob e Maggie e comincia ad accelerare il passo per raggiungerli. Nel frattempo, Daryl si è unito al gruppo di Joe e viene rapidamente a conoscenza delle semplici regole che governano il gruppo, prime fra tutti il divieto di furto e l'obbligo di dire la verità. Intanto, Glenn e gli altri arrivano a una galleria: Eugene, Abraham e Rosita decidono di tornare indietro per trovare un'automobile, mentre Glenn e Tara tentano di attraversarla. All'interno trovano la galleria semicrollata e un'orda di vaganti, ma nel tentativo di oltrepassarli, Tara rimane bloccata con un piede tra le rocce. Nel frattempo Abraham, Rosita e Eugene trovano un'automobile, ma quest'ultimo li conduce dalla parte opposta della galleria per attendere Glenn e Tara. Il gruppo di banditi si ferma per la notte in un garage e Daryl viene accusato da Len, un membro del gruppo, di avergli rubato la sua parte di lepre. Joe gli svuota la borsa e trova il maltolto, ma Daryl sostiene che è stato incastrato, mentre Len nega ogni contraccusa. Joe colpisce quest'ultimo e ordina agli altri di punirlo, dicendo a Daryl che aveva visto Len mettere la sua parte di lepre nella sua borsa. Dentro il tunnel, Glenn e Tara stanno per essere sopraffatti dagli zombie, ma vengono salvati dal gruppo di Abraham e quello di Maggie, incontratisi poco prima fuori dalla galleria. Finalmente riuniti, Eugene convince Abraham a raggiungere Terminus prima di riprendere la loro marcia per Washington, così da trovare rifornimenti. Il giorno dopo, Daryl vede il cadavere di Len fuori dal garage e riparte con gli altri. Joe lo informa che stanno cercando un uomo che ha ucciso un loro compagno; per questo vanno verso Terminus, dove pensano sia diretto. Ignorando a chi si riferisca, Daryl prosegue sulla strada percorsa da Rick e gli altri il giorno prima. Intanto, il gruppo di Glenn e Maggie giunge a Terminus, un deposito ferroviario, e vengono accolti da un'abitante del luogo, Mary.
- Guest star: Michael Cudlitz (Sgt. Abraham Ford), Josh McDermitt (Dr. Eugene Porter), Christian Serratos (Rosita Espinosa), Jeff Kober (Joe), Alanna Masterson (Tara Chambler), Denise Crosby (Mary).
- Altri interpreti: Keith Brooks (Dan), JD Evermore (Harley), Marcus Hester (Len), Davi Jay (Tony), Eric Mendenhall (Billy).
- Ascolti USA: telespettatori 13.470.000 – rating 18-49 anni 6,7%[16]

## A
- Titolo originale: A
- Diretto da: Michelle MacLaren
- Scritto da: Scott M. Gimple e Angela Kang

### Trama
Abraham: Scopriranno che cosa?
Rick: Che hanno fatto incazzare le persone sbagliate.»
(Rick a fine episodio)
In vari flashback Hershel insegna a Rick le basi dell'agricoltura e dell'allevamento, cercando di convincerlo che la guerra sia finita. Nel presente, il gruppo di Rick continua il suo viaggio verso Terminus, ma la notte vengono sorpresi da Joe e gli altri banditi, i quali puntano loro le armi contro. Daryl interviene chiedendo a Joe di risparmiarli e di prendere lui al suo posto, ma egli rifiuta e ordina di picchiarlo a morte. Rick, in preda a un raptus per il pericolo che corre il figlio, inizia una colluttazione con Joe, mordendolo a morte alla gola. Daryl e Michonne approfittano dello sconcerto generale per sopraffare gli altri banditi, uccidendoli. Daryl e Rick si aggiornano sugli ultimi accadimenti e, il mattino dopo, i quattro riprendono il cammino verso Terminus. Carl confida a Michonne dei dubbi riguardo al padre per quanto accaduto la notte prima, ma la donna lo rassicura raccontandogli anche del suo passato. Arrivati a destinazione, Rick nasconde una borsa di armi come precauzione all'esterno della recinzione, quindi entra a Terminus dal retro. I quattro entrano nel capannone in cui veniva trasmesso il segnale radio che invitava i sopravvissuti a dirigersi verso Terminus, facendo la conoscenza del leader di quel luogo, Gareth. I quattro vengono accolti con calore, ma Rick in breve riconosce addosso ad alcuni abitanti di Terminus l'orologio di Hershel, il poncho di Maggie, la tuta anti-sommossa di Glenn e lo zaino di Bob. Rick prende un ostaggio, chiedendo informazioni sui suoi amici. Gareth sostiene che quegli oggetti li avevano presi dai vaganti, ma quando il gruppo non crede alle sue parole ordina di aprire il fuoco. Gli uomini appostati ovunque, però, non sparano per ucciderli, ma li costringono in un vicolo cieco e alla resa. Gareth ordina ai quattro di entrare in un vagone contrassegnato con la lettera "A" dove ritrovano il gruppo di Glenn e fanno la conoscenza di Abraham, Rosita, Eugene e Tara, i quali, come loro, erano caduti nella trappola dei residenti di Terminus. Rick, tutt'altro che arrendevole, è però furioso e comincia a meditare la sua vendetta.
- Guest star: Michael Cudlitz (Sgt. Abraham Ford), Josh McDermitt (Dr. Eugene Porter), Christian Serratos (Rosita Espinosa), Jeff Kober (Joe), Alanna Masterson (Tara Chambler), Denise Crosby (Mary), Andrew J. West (Gareth), Tate Ellington (Alex), Vincent Martella (Patrick).
- Altri interpreti: Keith Brooks (Dan), JD Evermore (Harley), Davi Jay (Tony), Eric Mendenhall (Billy), Irene Ziegler (Donna alla radio).
- Ascolti USA: telespettatori 15.678.000 – rating 18-49 anni 8,0%[17]